# Monte Carupina
Der Monte Carupina ist ein Berg im nordbrasilianischen Bundesstaat Amapá. Er liegt im östlichsten Bereich des präkambrischen Guayana-Schilds.

## Lage
Der Monte Carupina liegt im Indianerschutzgebiet Terra Indígena Uaçá. Er hat eine Höhe von etwa 300 m und ist von flachem Gebiet aus fluvialen und fluviomarinen Sedimenten umgeben. Aus diesem Gebiet erheben sich vier prominente Hügel, von denen einer der Monte Carupina ist. Der Berg selbst ist wenig bewachsen, ist jedoch von unberührtem Regenwald umgeben, in dem seltene Pflanzen wie beispielsweise die Bromelienart Araeococcus goeldianus leben.

## Geologie
Der Monte Carupina besteht aus Granit, der von breiten Quarzadern durchzogen ist.

## Mythologie der Indigenen
Der Berg liegt in einem schon lange von Palikur und anderen indigenen Völkern bewohnten Gebiet. Im 17. Jahrhundert taucht er in Berichten europäischer Reisender auf. So schreibt der niederländische Geograph Johannes de Laet 1631 und 1644, der Monte Carupina erhebe sich „in Form einer natürlichen Pyramide“ und man habe von ihm einen schönen Blick auf das Land und die Küste.
Die Indigenen des 17. Jahrhunderts sahen in dem Monte Carupina einen Sitz von Dämonen und Geistern. Er sei außerdem der Zufluchtsort der Menschen bei einer mythologischen, von einem Gott verursachten Flut gewesen, die auf dem Berg Spuren hinterließ. Der Gott Ohogri, der die Sintflut verursacht hatte, habe ein Boot aus gebranntem Ton gebaut, in dem die Menschen und Tiere Zuflucht gefunden hätten. Das Boot sei schließlich auf dem Monte Carupina auf Grund gelaufen, als die Flut nachließ. Diese Mythen sind beeinflusst durch Jesuiten und andere Missionare, die aus dem 40 km entfernten, heutigen Französisch-Guayana kamen.
In der Palikur-Mythologie heißt es weiterhin, die Berge der Region, wie der Monte Carupina oder der Cajari, seien über den Ozean an Land geschwommen und Carupina habe sich erst nach der „Sintflut“ verfestigt.